# Пивка (река)
Пивка (словен. Pivka) је река понорница на југозападу Словеније дуга 27 km, позната као градитељ Постојинске јаме у коју понире и својим током задњих 2 милиона година, образовала њен садашњи изглед и форму.

## Географске карактетистике
Пивка извире код насеља Загорје у Општини Пивка на надморској висини од 555 метара..
После свега 27 km тока по Пивској котлини понире у Постојинску јаму на надморској висини од 510 метара. Њен подземни ток у јами види се у две шпиље Чрној и Пивки. Њен каснији ток је непознат, претпоставља се да је највећи део њених вода завршава у реци Рак притоци Љубљанице, а мањи Реци и Випави.